# هاباراتاویلا
هاباراتاویلا (به لاتین: Habarattawila) یک منطقهٔ مسکونی در سری‌لانکا است که در استان جنوبی (سری‌لانکا) واقع شده‌است.